# Phoeniculus castaneiceps
O zombeteiro-de-cabeça-castanha  (Phoeniculus castaneiceps) é uma espécie de ave da família Phoeniculidae.
Pode ser encontrada nos seguintes países: Camarões, República Centro-Africana, República do Congo, República Democrática do Congo, Costa do Marfim, Gana, Guiné, Libéria, Nigéria, Ruanda e Uganda. 